# Гудзикевич, Станислав Александрович
Станисла́в Алекса́ндрович Гудзике́вич (укр. Станіслав Олександрович Гудзікевич; род. 7 марта 1978, Могилёв-Подольский, Винницкая область) — украинский футболист, полузащитник.
Выступал в высших дивизионах Молдавии, Казахстана, Белоруссии и Украины. С капитанской повязкой выводил на поле команды «Севастополь», «Арсенал» (Белая Церковь) и «Николаев». Является одним из рекордсменов «Севастополя» по количеству проведённых матчей.

## Карьера футболиста
В 1995 году после окончания школы начал играть в профессиональный футбол в команде «Нистру» (Отачь), выступавшей в высшем дивизионе чемпионата Молдавии. Вскоре был призван в армию, где отслужил полтора года. В футбол в это время играл в первенствах области и Вооружённых Сил, при этом тренировочные сборы проходил с «Нистру». После демобилизации ещё около полгода поиграл в молдавской команде. Затем год выступал в чемпионате Казахстана в составе «Батыра» (г. Экибастуз) и «Жетысу».
После возвращения на Украину играл в Прилуках за «Европу» в любительском чемпионате, откуда был приглашён на просмотр в симферопольскую «Таврию». Тренер крымчан Валерий Петров, по словам Гудзикевича, хотел видеть его в «Таврии», но сам футболист не нашёл понимания в финансовом вопросе с руководством клуба.
Следующий год Гудзикевич провёл в брестском «Динамо». Через год Валерий Петров, который тогда уже возглавил «Севастополь», пригласил полузащитника к себе. В Севастополе Гудзикевич отыграл с перерывом на киевскую «Оболонь» шесть с половиной лет. Выходил на поле в 182 матчах, что является вторым результатом в истории клуба. Его фамилия значилась в заявочных списках первых восьми сезонов, проведённых ПФК «Севастополь» в чемпионатах Украины. Выводил команду на поле в качестве капитана. Становился победителем чемпионата второй лиги. В конце 2009 года после завершения очередного контракта футболист и клуб приняли обоюдное решение не продлевать его. По завершении сотрудничества клуб премировал Гудзикевича денежной премией и ценным подарком.
Зимой 2010 года заключил контракт с мариупольским «Ильичёвцем». Был включён в заявку команды на Премьер-лигу. 27 февраля 2010 года дебютировал в высшем дивизионе, выйдя на замену на 68-й минуте вместо Игоря Тищенко в гостевом матче против запорожского «Металлурга». Этот матч стал единственным для Станислава в украинской Премьер-лиге. Ещё 8 игр провёл Гудзикевич в команде дублёров «Ильичёвца». По окончании сезона перешёл в белоцерковский «Арсенал».
После завершения контракта с «канонирами» в начале сезона 2011/12 перешёл в МФК «Николаев», который, при одинаковых финансовых условиях с Белой Церковью, находился территориально ближе к Севастополю, где проживала семья футболиста. Опытный полузащитник за короткий период стал главным катализатором атак «корабелов», одним из лидеров команды, а также был избран вице-капитаном. В следующем сезоне стал полноправным капитаном. По завершении сезона 2012/13 покинул МФК «Николаев».
В августе 2013 года продолжил карьеру в другой николаевской команде — любительском «Торпедо». Участвовал в матчах чемпионата области и любительского чемпионата и Кубка Украины. Параллельно в 2014 году завоевал Кубок Крыма в составе «Гвардейца» (Гвардейское).
В июне 2014 года был капитаном сборной команды города Севастополя, принимавшей участие в турнире на призы Президента Татарстана, который состоялся в Набережных Челнах. Севастопольцы стали обладателями трофея, а Гудзикевич был признан лучшим полузащитником турнира.
После аннексии Крыма Россией и организации в Севастополе российского ФК СКЧФ, Гудзикевич принял российское гражданство и был приглашён в новый клуб. 29 июля 2014 года принял участие в первом в истории СКЧФ матче: в контрольной игре против ялтинской «Жемчужины» вывел команду на поле в ранге капитана. Так как ФИФА не зарегистрировала клуб в системе регистрации трансферов, СКЧФ не мог заключать контракты с футболистами, у которых трансферные сертификаты в других странах, поэтому Гудзикевич не мог быть заявлен в чемпионат России и в августе 2014 года был заявлен за «СКЧФ Севастополь-2» в чемпионат Крыма.

## Тренерская карьера
В декабре 2015 года завершил карьеру игрока и был назначен руководителем селекционной службы СКЧФ. В феврале 2016 года стал тренером СКЧФ. При этом в заявке клуба на сайте КФС числится администратором. В дальнейшем работал тренером детско-юношеской секции при клубе. С июня 2018 года работал помощником главного тренера «Севастополя» Андрея Добрянского. После его отставки 10 сентября назначен и. о. главного тренера., 12 октября был утвержден главным тренером клуба.

## Стиль игры
На поле занимал позицию левого крайнего полузащитника с акцентом на атаку. Мог сыграть также слева в защите и даже справа в полузащите. Невысокий, лёгкий и скоростной левша. Его активность неоднократно приводила к фолам соперников, а исполненные им после этого со стандартных положений острые навесы, приводили к опасности в штрафной площадке соперника. Обладал лидерскими качествами.

## Семья
Женат. Супруга родом из Макеевки. Пара расписалась в Севастополе.

## Достижения
«Севастополь»
- Победитель Второй лиги Украины: 2006/07

## Статистика
| Клуб               | Сезон            | Чемпионат        | Чемпионат | Чемпионат | Дубль | Дубль | Кубок | Кубок | Прочее | Прочее | Итого | Итого |
| Клуб               | Сезон            | У                | Игры      | Голы      | Игры  | Голы  | Игры  | Голы  | Игры   | Голы   | Игры  | Голы  |
| ------------------ | ---------------- | ---------------- | --------- | --------- | ----- | ----- | ----- | ----- | ------ | ------ | ----- | ----- |
| Нистру (Отачь)     | 1995/96          | І                | 4         | 1         | —     | —     | —     | —     | —      | —      | 4     | 1     |
| Нистру (Отачь)     | Итого            | Итого            | 4         | 1         | 0     | 0     | 0     | 0     | 0      | 0      | 4     | 1     |
| Кировец            | 1998/99          | люб.             | 13        | 3         | —     | —     | 4     | 0     | —      | —      | 17    | 3     |
| Кировец            | Итого            | Итого            | 13        | 3         | 0     | 0     | 4     | 0     | 0      | 0      | 17    | 3     |
| Батыр              | 2000             | І                | 10        | 0         | —     | —     | —     | —     | —      | —      | 10    | 0     |
| Батыр              | Итого            | Итого            | 10        | 0         | 0     | 0     | 0     | 0     | 0      | 0      | 10    | 0     |
| Жетысу             | 2000             | І                | 12        | 0         | —     | —     | —     | —     | —      | —      | 12    | 0     |
| Жетысу             | Итого            | Итого            | 12        | 0         | 0     | 0     | 0     | 0     | 0      | 0      | 12    | 0     |
| Европа             | 2000/01          | люб.             | 17        | 3         | —     | —     | —     | —     | —      | —      | 17    | 3     |
| Европа             | Итого            | Итого            | 17        | 3         | 0     | 0     | 0     | 0     | 0      | 0      | 17    | 3     |
| Динамо (Брест)     | 2002             | І                | 13        | 0         | —     | —     | —     | —     | —      | —      | 13    | 0     |
| Динамо (Брест)     | Итого            | Итого            | 13        | 0         | 0     | 0     | 0     | 0     | 0      | 0      | 13    | 0     |
| Севастополь        | 2002/03          | ІІІ              | 14        | 3         | —     | —     | —     | —     | —      | —      | 14    | 3     |
| Севастополь        | 2003/04          | ІІІ              | 28        | 2         | —     | —     | 1     | 1     | —      | —      | 29    | 3     |
| Севастополь        | 2004/05          | ІІІ              | 21        | 3         | —     | —     | 1     | 0     | —      | —      | 22    | 3     |
| Севастополь        | Итого            | Итого            | 63        | 8         | 0     | 0     | 2     | 1     | 0      | 0      | 65    | 9     |
| Оболонь            | 2005/06          | ІІ               | 8         | 0         | —     | —     | 0     | 0     | —      | —      | 8     | 0     |
| Оболонь            | Итого            | Итого            | 8         | 0         | 0     | 0     | 0     | 0     | 0      | 0      | 8     | 0     |
| Оболонь-2          | 2005/06          | ІІІ              | 5         | 1         | —     | —     | —     | —     | —      | —      | 5     | 1     |
| Оболонь-2          | Итого            | Итого            | 5         | 1         | 0     | 0     | 0     | 0     | 0      | 0      | 5     | 1     |
| Севастополь        | 2005/06          | ІІІ              | 14        | 3         | —     | —     | —     | —     | —      | —      | 14    | 3     |
| Севастополь        | 2006/07          | ІІІ              | 20        | 6         | —     | —     | 5     | 0     | —      | —      | 25    | 6     |
| Севастополь        | 2007/08          | ІІ               | 31        | 3         | —     | —     | 2     | 0     | —      | —      | 33    | 3     |
| Севастополь        | 2008/09          | ІІ               | 25        | 4         | —     | —     | 1     | 0     | —      | —      | 26    | 4     |
| Севастополь        | 2009/10          | ІІ               | 14        | 3         | —     | —     | 1     | 0     | —      | —      | 15    | 3     |
| Севастополь        | Итого            | Итого            | 104       | 19        | 0     | 0     | 9     | 0     | 0      | 0      | 113   | 19    |
| Ильичёвец          | 2009/10          | І                | 1         | 0         | 8     | 2     | —     | —     | —      | —      | 1     | 0     |
| Ильичёвец          | Итого            | Итого            | 1         | 0         | 8     | 2     | 0     | 0     | 0      | 0      | 1     | 0     |
| Арсенал            | 2010/11          | ІІ               | 21        | 4         | —     | —     | 1     | 0     | —      | —      | 22    | 4     |
| Арсенал            | 2011/12          | ІІ               | 3         | 0         | —     | —     | —     | —     | —      | —      | 3     | 0     |
| Арсенал            | Итого            | Итого            | 24        | 4         | 0     | 0     | 1     | 0     | 0      | 0      | 25    | 4     |
| Николаев           | 2011/12          | ІІ               | 25        | 2         | —     | —     | 1     | 1     | 1      | 1      | 27    | 4     |
| Николаев           | 2012/13          | ІІ               | 25        | 2         | —     | —     | 1     | 1     | —      | —      | 26    | 3     |
| Николаев           | Итого            | Итого            | 50        | 4         | 0     | 0     | 2     | 2     | 1      | 1      | 53    | 7     |
| Торпедо            | 2013             | люб.             | —         | —         | —     | —     | 2     | 0     | —      | —      | 2     | 0     |
| Торпедо            | 2014             | люб.             | 5         | 0         | —     | —     | —     | —     | —      | —      | 5     | 0     |
| Торпедо            | Итого            | Итого            | 5         | 0         | 0     | 0     | 2     | 0     | 0      | 0      | 7     | 0     |
| СКЧФ Севастополь-2 |                  |                  |           |           |       |       |       |       |        |        |       |       |
| 2014               | люб.             | 8                | 2         | —         | —     | —     | —     | —     | —      | 8      | 2     |       |
| Итого              | Итого            | 8                | 2         | 0         | 0     | 0     | 0     | 0     | 0      | 8      | 2     |       |
| Всего за карьеру   | Всего за карьеру | Всего за карьеру | 294       | 37        | 8     | 2     | 14    | 3     | 1      | 1      | 309   | 41    |

Источники статистических данных: официальные сайты ФФУ, УПЛ и ФК СКЧФ Севастополь, сайты teams.by и kaz-football.kz